# Ageratina oreithales
Ageratina oreithales là một loài thực vật có hoa trong họ Cúc. Loài này được (Greenm.) B.L.Turner mô tả khoa học đầu tiên năm 1987.